# Jazīrat al Qurşāyah
Jazīrat al Qurşāyah (arabiska: جزيرة القرصاية) är en ö i Egypten.   Den ligger i guvernementet Giza, i den norra delen av landet.